# Kabukimono

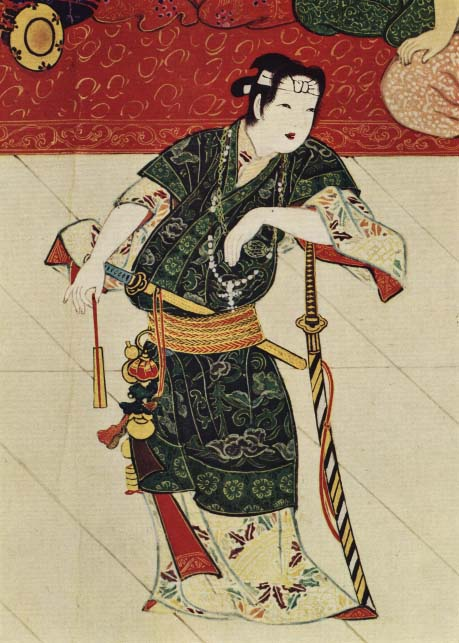
Izumo no Okuni vistiendo y contoneándose como un kabukimono.

Kabukimono (傾奇者 (カブキもの) Kabukimono?, lit. "desviados" o "los que se contonean") o hatamoto yakko (旗本奴?) eran bandas de samuráis vagabundos de la época feudal de Japón, encontradas especialmente entre el fin del período Muromachi y los comienzos del período Edo. Aunque varios de sus integrantes eran rōnin, otros eran samuráis de bajo rango que se dedicaban a la vida bohemia en tiempos de paz.

## Características
Los kabukimono se caracterizaban por su excéntrica manera de vestir. Solían llevar kimonos de colores chillones y equipados con accesorios como pesas de plomo en los dobladillos, solapas de terciopelo, ostentosos obi y collares, además de prendas extranjeras, pieles de animales, capas fabricadas con alfombras persas e incluso ropas femeninas. También solían dejarse largas cabelleras o peinarse de maneras extravagantes en vez de usar el chonmage de rigor, y podían lucir todo tipo de vello facial en lugar del clásico rasurado.
Sus katanas también estaban usualmente decoradas hasta lo excesivo, con elaboradas guardas y empuñaduras, vainas pintadas de colores brillantes y hojas de una longitud exagerada. En ocasiones, las espadas estaban grabadas con frases y lemas que representasen las filosofías de vida de sus dueños, a menudo análogos a la expresión occidental "carpe diem". A veces, los kabukimono portaban versiones sobredimensionadas de la pipa tradicional o kiseru para usarlas como arma.
Estos personajes eran violentos y pendencieros, y se caracterizaban por no pagar en restaurantes, atracar y maltratar a ciudadanos e incluso perpetrar asesinatos: se sabe de casos en que los kabukimono decapitaban a paseantes al azar sólo para probar sus nuevas espadas, un acto conocido como tsujigiri. Ciudades grandes como Edo y Kioto eran escenarios de reyertas y escaramuzas nocturnas entre bandas de kabukimono, y a plena luz del día se les podía ver bailando, cantando a grandes voces o montando luchas de sumo improvisadas en la calle.

## Historia
El tiempo de mayor actividad de los kabukimono fue durante el período Keichō (1596-1615), pero también fue en esta época en que el shogunato o bakufu se volvió más estricto y prohibió expresamente estas prácticas, obligando a los kabukimono a cesar en su actividad. Uno de los motivos por los que fueron perseguidos fue debido a que su presencia era considerada un debilitamiento del deber de lealtad de cada samurai a su respectivo clan o familia, pero en realidad algunos daimio apoyaban o al menos toleraban las costumbres de los kabukimono, y esto tuvo que ser específicamente censurado en varios edictos.
Se dice que Izumo no Okuni se inspiró en el estilo y la personalidad de estas gentes cuando empezó a actuar en Kioto, lo que llevó a la creación del teatro kabuki. Al igual que los kabukimono a veces se vestían de mujer, Okuni se disfrazaba de hombre y salía portando armas. La palabra kabuki se escribe con diferentes caracteres, 歌舞伎, que significan "canción o "danza", pero esta manera de escribir se ha aplicado retroactivamente a la palabra kabukimono y ahora se emplean ambas formas.
En 1607, un grupo de nobles que habían adoptado la cultura kabukimono se vistieron de mujeres, penetraron en el ala femenina del palacio imperial y sedujeron a las doncellas locales. El escándalo fue tan elevado que se ejecutó a los intrusos y se desterró a las mujeres que hubieran accedido a acostarse con ellos.
Es creencia popular que Fuwa Kazuemon de los 47 rōnin fue miembro de una banda de kabukimono. También se cree que los modernos yakuza se originaron para defender a los aldeanos de grupos de kabukimono, aunque otros estudiosos creen que los orígenes de la yakuza se encuentran realmente en una clase de policía privada llamada machi yakko (町奴?).